# Moulin de la Saline

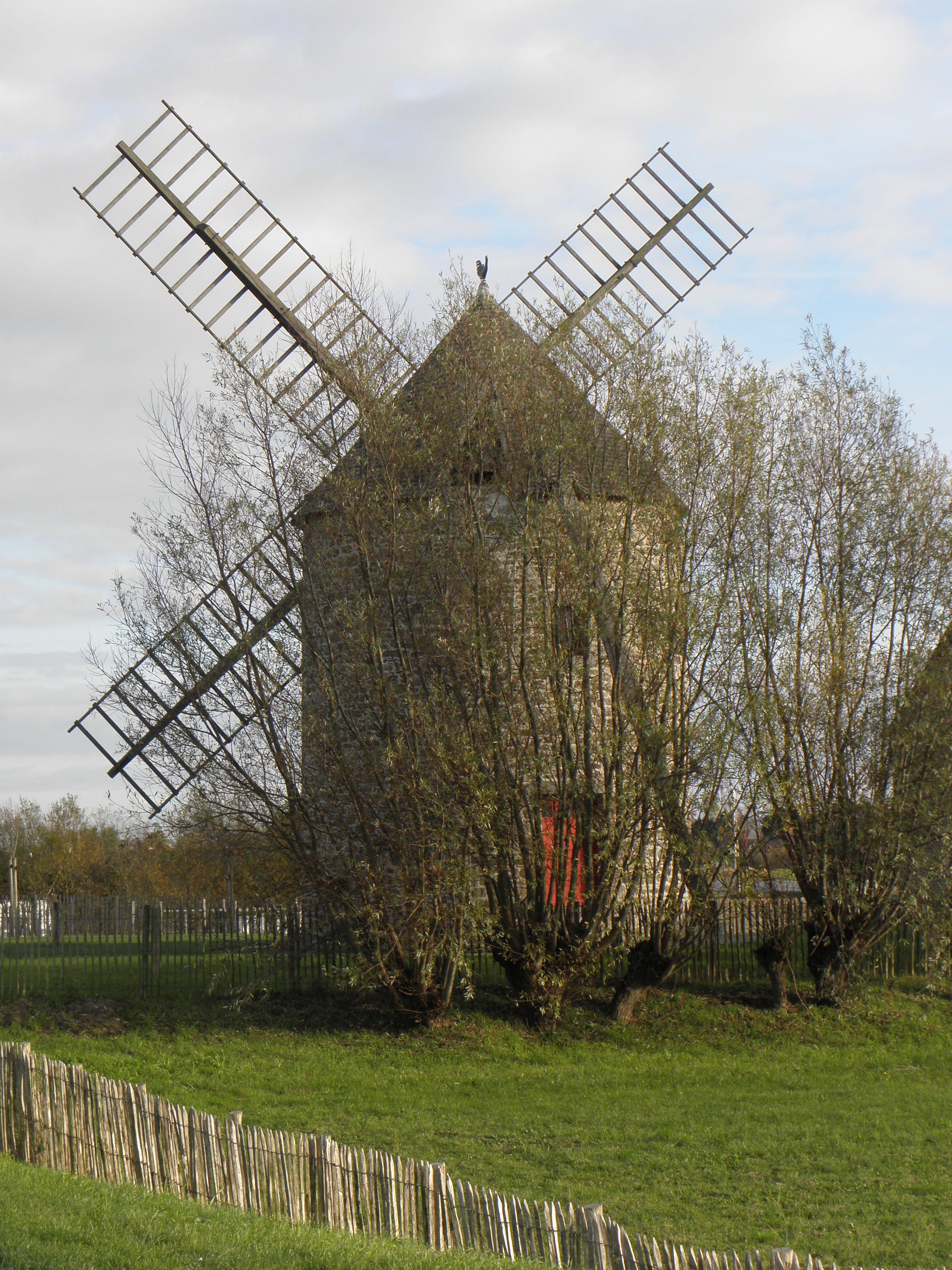
Moulin de la Saline in Cherrueix (2012)

Die Moulin de la Saline ist eine Windmühle in Cherrueix, einer französischen Gemeinde im Département Ille-et-Vilaine in der Region Bretagne, die im 19. Jahrhundert errichtet wurde. Im Jahr 1977 wurde die ehemalige Windmühle an der Route de la Saline als Monument historique in die Liste der Baudenkmäler in Frankreich aufgenommen.
Die Getreidemühle aus Bruchsteinmauerwerk und mit Kegeldach ist eine von drei Mühlen in Cherrueix, die wegen des starken Windes in der Bucht von Mont-Saint-Michel gebaut wurden. Alle drei Mühlen besitzen die gleiche Bauweise.
Die Moulin de la Saline wurde von der Gemeinde gekauft und renoviert, wobei das Windrad wieder hergestellt wurde.